# Centromerus crinitus
Centromerus crinitus là một loài nhện trong họ Linyphiidae.
Loài này thuộc chi Centromerus. Centromerus crinitus được miêu tả năm 1935 bởi Rosca.